# Uitgeverij Canaletto
Uitgeverij Canaletto was een in Alphen aan den Rijn gevestigde uitgeverij van de gebroeders Vis die zich voornamelijk bezighield met het uitgeven van facsimile's van historische atlassen, landkaarten en publicaties over historische cartografie. Talloze publicaties op de bovenomschreven gebieden verschenen bij de uitgeverij. In 2012 werd het bedrijf failliet verklaard.